# ミャンマーサッカー連盟
ミャンマーサッカー連盟（ミャンマーサッカーれんめい、ビルマ語: မြန်မာနိုင်ငံ ဘောလုံး အဖွဲ့ချုပ်, 英: Myanmar Football Federation）は、ミャンマーにおけるサッカー連盟である。略称はMFF。

## 概要
ビルマサッカー連盟として1947年に設立された。国号がビルマ連邦からミャンマー連邦に変化した際に、現在の名称になった。アジアサッカー連盟（AFC）の創設メンバーであり、創設と同時にAFC加盟している。国際サッカー連盟（FIFA）には1957年に加入。また、ASEANサッカー連盟（AFF）には1996年より加盟している。

## 運営・組織
- サッカーミャンマー代表
- U-23サッカーミャンマー代表
- サッカーミャンマー女子代表
- ミャンマーサッカーリーグ